# Psammon
Psammon, psammobentos – grupa organizmów zamieszkujących wilgotny piasek przybrzeżny. W jego skład wchodzą głównie bakterie, glony, pierwotniaki i wrotki, a także wirki, brzuchorzęski, nicienie, pierścienice, niesporczaki i widłonogi. Środowiskiem ich życia jest woda znajdująca się między ziarenkami piasku, zazwyczaj silnie nasycona solami mineralnymi oraz związkami organicznymi. 

## Kategorie psammonu
- hydropsammon – pod wodą,
- hygropsammon – w miejscach zalewanych przez fale,
- eupsammon – na terenie podmokłym, co najwyżej opłukiwanym przez wodę,
- epipsammon – na powierzchni piasku,
- endopsammon – wewnątrz warstwy piasku.